# Masakra w Ałchan-Jurcie
Masakra w Ałchan-Jurcie – zbrodnia wojenna popełniona przez armię rosyjską w czasie II wojny czeczeńskiej, w grudniu 1999, na cywilnych mieszkańcach wioski Ałchan-Jurt, 15 km na południowy zachód od Groznego.
Wedle ustaleń Human Rights Watch, 15. batalion Zachodniej Grupy Wojsk Federacji Rosyjskiej, dowodzony przez gen. Władimira Szamanowa, w czasie trwających prawie trzy tygodnie gwałtów i rabunków, zabił co najmniej kilkunastu cywilów (17 ofiar ustalonych z nazwiska i 14 potwierdzonych). Pierwsze doniesienia z końca grudnia 1999 mówiły o 41 ofiarach.